# Château d'Arc (Arc-et-Senans)
Pour les articles homonymes, voir Château d'Arc, d'Arc et Arc.
Cet article possède un paronyme, voir Château d'Arc-en-Barrois.
Le château d'Arc est un château du XVIIIe siècle, protégé des monuments historiques, situé sur la commune d'Arc-et-Senans, dans le département français du Doubs.

## Historique
Le château est situé à Arc-et-Senans, en France. Il a été construit en 1751 par Monsieur Chaudois.
Depuis le 9 novembre 1984, le château est partiellement inscrit aux monuments historiques : les façades et les toitures du château et du bâtiment des communs, l'escalier avec sa rampe en fer forgé, le salon au nord-est, la pièce au sud-est au rez-de-chaussée et la pièce au sud-est à l'étage avec leur décor, les cinq cheminées des pièces 3 et 4 au rez-de-chaussée et 7, 8 et 10 à l'étage.